# Германская, Австрийская и Люксембургская архиепископия
Герма́нская, Австри́йская и Люксембу́ргская архиепископи́я (официальное название Румынская православная архиепископия Германии, Австрии и Люксембурга, рум. Arhiepiscopia Ortodoxă Română a Germaniei, Austriei și Luxemburgului) — митрополия Румынской православной церкви территории Германии, Австрии, Люксембурга. Входит в состав Митрополии Германии, Центральной и Северной Европы.

## История
Первый румынский приход на этой территории был организован в 1858 году в Лейпциге. Румынская часовня была обустроена в Catharinenstrasse 6, II. Часовня была упрезднена в 1881 году, а её наследие было передано Министерству культов в Бухаресте.
В 1902 году был создан «Венский румынский клуб», одной из главных целей которого является создание церковной общины. В 1906 году община насчитывала около 300 членов, не считая румынских православных солдат, находящихся в австрийской столице, студентов или сезонных рабочих. Дом был арендован во Дворце Дитрихштайн, на улице Левель (Löwelstraße 8). Разрушенный бомбардировками войны восстанавливается и освящается в 1951 году.
В 1930-е годы прошлого века многие выходцы из Румынии, жившие в Берлине, поднимают вопрос о создании православного прихода в столице Германии. В 1938 году инициативная группа оформляет документы о создании юридической структуры, на которой будет создан румынский приход, который был основан 13 сентября 1940 года. Освящения храма состоялась 24 ноября 1941 года. В 1940—1941 годах румынская община в Берлине насчитывала около 500 семей, к которым прибавлялось около 2000 безбрачных. 21 августа 1943 года было куплено помещение за 450 000 рейхсмарок. Освящение состоялось 24 января 1944 года. Этот храм был разрешен 2 мая 1945 года в ходе бомбардировки союзников.
Приход к власти коммунистов в Румынии оторвал румынскую церковную эмиграцию от Румынской православной церкви в силу вмешательства властей в церковные дела. В период с 1945 по 1958 год румынские православные приходы Западной Европы находились в подчинении митрополита Виссариона (Пую), который перешёл в подчинение Русской Зарубежной Церкви. Он был лишён сана в Румынском патриархате по требованию комиунистической власти и приговорён к смертной казни «народным трибуналом» в Бухаресте. Также румынскую паству в Европе окормлял архиепископ Василий (Леу), бывший румынский православный священник в Зальцбурге, каноничность поставления которого была под сомнением. Другие румынские приходы находились в ведении Конснтантинопольского патриархата.
10 марта 1972 году епископ Феофил (Ионеску) был принят из РПЦЗ в Румынскую православную церковь и возглавил Румынскую православную епископию в Западной Европе в составе последней. 12 декабря 1974 года решением Священного Синода Румынской православной церкви епархия получила статус Архиепископии и теперь именовалась «Румынская Православная архиепископия Центральной и Западной Европы». Тем не менее данная архиепископия была малочисленна, а священников, которых присылали из Румынии, подозревали в сотрудничестве с коммунистическим режимом в Румынии.
После распада коммунистического режима в Румынии все больше и больше румынских приходов на Западе хотели вернуться под юрисдикцию Румынской Православной Церкви. Первые шаги были организованы священником Симионом Фелеканом с благословения и согласия Румынского Патриархата. Затем появилась «группы семи» румынских православных священников: Александру Кымпяну (Регенсбург), Габриэл Чернэуцяну (Оффенбург), Ливиу Дэрабан (Зиген), Симион Фелькан (Мюнхен), Лазэр Миту (Кёльн), Лучиан Пыржол (Берлин), Александр Пап (Аахен). Эта группа созвала первый Съезд румынских православных священников в Европе. Подготовительное собрание состоялось в феврале 1992 года в Кёльне, а конгресс состоялся с 2-4 октября 1992 года в Кенигсвинтере. С 16 по 18 октября 1992 года начинается составление в Кенигсвинтере статуса организации и функционирования митрополии Германии. 8 мая 1993 года в Аахене утверждается окончательная форма статуса организации и функционирования митрополии, зарегистрированная в Государственном нотариате этого города.
22-23 января 1993 года Священный Синод Румынской Православной Церкви разделил Архиепископию Центральной и Западной Европы на Архиепископию Западной и Южной Европы с административным центром в Париже и Румынскую православную митрополию Германии и Центральной Европы с административным центром в Берлине.
16 октября 1994 года епархиальное собрание Митрополии Германии и Центральной Европы единогласно выбирает епископа Серафима (Жоантэ) в качестве архиепископа Берлинского и митрополита православной митрополии для Германии и Центральной Европы. 12 января 1994 года Священный Синод Румынской Православной Церкви проверяет и подтверждает выбор епископа Серафима, выдав патриаршую Грамоту, подтверждающую каноническое создание митрополии и назначение её первого митрополита. 5 июня 1994 года в Мюнхене состоялась интронизация митрополита Серафима. В то время митрополия находилась в собственной канонической юрисдикции на территории Германии, Австрии, Люксембурга, Дании, Швеции, Финляндия и Норвегия.
22 октября 2007 года решением Синода Румынской православной церкви приходы Румынского патриархата на территории Швеции, Дании, Исландии, Норвегии и Финляндии были отошли к созданной тогда же Северо-Европейскую епархию. Управляющим епархией был назначен епископ Макарий (Дрэгой)